# Nagari Lawang
Nagari Lawang is een bestuurslaag in het regentschap Agam van de provincie West-Sumatra, Indonesië. Nagari Lawang telt 3416 inwoners (volkstelling 2010).